# شجاع الملک جلاله
شجاع الملک جلاله (زاده: ۱۳۲۹ ولسوالی غازی‌آباد، ولایت کنر) سیاست‌مدار افغانستانی و نماینده مردم کنر در دوره پانزدهم مجلس نمایندگان افغانستان است.

## زندگی‌نامه
شجاع الملک جلاله متولد ۱۳۲۹ از ولسوالی غازی‌آباد ولایت کنر افغانستان است. وی دارای مدرک تحصیلی بکلوریا/دیپلم است.

## دیگر فعالیت‌ها
- کارمند در وزارت تجارت.[۱]
- عضو جبهه نجات ملی.[۱]